# Tiểu đoàn Imam Shamil Dagestan
Tiểu đoàn Imam Shamil Dagestan hay Tiểu đoàn tình nguyện Dagestan Imam Shamil (Tiếng Ukraina: Дагестанський добровольчий батальйон імені імама Шаміля) là tiểu đoàn tình nguyên viên thuộc Binh đoàn Lê dương Quốc tế, một tổ chức gồm các tình nguyên viên nước ngoài chiến đấu chống lại Nga trong cuộc chiến Nga-Ukraina. Tiểu đoàn được thành lập vào tháng 10 năm 2022. Mục tiêu của tiểu đoàn là đẩy lùi cuộc xâm lược của Nga và giành độc lập cho Dagestan.

## Liên kết
1. ↑  ""Цена за независимость – разрыв с империей". Западные эксперты о будущем России". Radio Free Europe / Radio Liberty (bằng tiếng Nga). ngày 31 tháng 10 năm 2022. Truy cập ngày 4 tháng 1 năm 2024.
2. ↑  "Антивоенный протест в Калмыкии, побег от домашнего насилия в Дагестане и "колдовство" в Чечне". Radio Free Europe / Radio Liberty (bằng tiếng Nga). ngày 30 tháng 10 năm 2022. Truy cập ngày 4 tháng 1 năm 2024.